# 景泰
景泰（1450年—1457年）为明朝第七位皇帝明景帝朱祁钰的年号，前后实际共7年。景泰八年正月十七（1457年2月11日），趁明景帝病重不能临朝之机，明英宗发动夺门之变并复皇帝位。同年正月廿一，明英宗改元天顺。

## 大事记
- 景泰三年（1452年）明景帝易皇储，废明英宗长子朱见深（即后来的明宪宗）的皇太子之位，将其贬为沂王，立自己的儿子朱见济为皇太子。
- 景泰八年正月十七（1457年2月11日）明英宗发动夺门之变并复皇帝位。

## 重要人物
- 谦

## 公元纪年对照表
| 景泰 | 元年   | 二年   | 三年   | 四年   | 五年   | 六年   | 七年   | 八年   |
| ---- | ------ | ------ | ------ | ------ | ------ | ------ | ------ | ------ |
| 公元 | 1450年 | 1451年 | 1452年 | 1453年 | 1454年 | 1455年 | 1456年 | 1457年 |
| 干支 | 庚午   | 辛未   | 壬申   | 癸酉   | 甲戌   | 乙亥   | 丙子   | 丁丑   |

## 同期存在的其他政权年号
- 中國
  - 东阳（1449年－1450年）：明朝时期—黄萧养之年号
  - 玄武（1451年）：明朝时期—朱徽煠之年号
  - 添元（1453年－1454年）：瓦剌—也先之年号
  - 天顺（1456年）：明朝时期—李珍之年号
- 越南
  - 大和或太和（1443年－1454年）：后黎朝—仁宗黎邦基之年号
  - 延寧（1454年－1459年）：后黎朝—仁宗黎邦基之年号
- 日本
  - 宝德（1449年－1452年）：后花园天皇之年號
  - 享德（1452年－1455年）：后花园天皇之年號
  - 康正（1455年－1457年）：后花园天皇之年號

## 深入閱讀
- 李崇智. . 北京: 中華書局. 2004年12月. ISBN 7101025129.
- 鄧洪波. . 臺北: 國立臺灣大學東亞經典與文化研究計劃. 2005年3月  [2021-11-26]. ISBN 9789860005189. （原始内容 (pdf)存档于2007-08-25）.